# Campagne anti-droitiste
La campagne anti-droitiste (chinois simplifié : 反右派运动 ; chinois traditionnel : 反右派運動 ; pinyin : Fǎn Yòupài Yùndòng) est une série de campagnes politiques en république populaire de Chine dans les années 1950 et au début des années 1960, ayant visé à évincer des militants libéraux du Parti communiste chinois et de ses mouvements affiliés.
La définition des « droitistes » n'a pas toujours été très claire, incluant parfois des critiques venant de la gauche du gouvernement mais ne se référant officiellement qu'aux intellectuels apparemment favorables au capitalisme et à la division de la société en classes, en opposition à la collectivisation des richesses. Ces campagnes lancées par Mao Zedong ont entraîné la persécution de plus de 550 000 personnes.

## Contexte historique
Le mouvement anti-droitiste était une réaction à l'encontre de la Campagne des cent fleurs, qui critiquait alors le gouvernement et réclamait la liberté d'opinion.
Tout laisse à penser qu'il y avait déjà des conflits au sein du parti communiste durant la Longue Marche, créant ainsi un ressentiment envers les "droitistes", voir par exemple le cas de Zhang Bojun .

## Première vague
La première vague d'attaque contre les droitistes suivit directement la fin de la Campagne des cent fleurs, en juillet 1957. Cette année-là, 300 000 personnes ont été répertoriées sous l'étiquette politique de "droitiste", pour la plupart des intellectuels, notamment l'écrivaine Ding Ling ainsi que le futur premier ministre Zhu Rongji. Les actions allaient de la critique informelle à l'exécution, en passant par la "rééducation par le travail". Le sinologue Jean-Luc Domenach indique l'envoi dans des camps de travail de 550 000 intellectuels.
Par exemple, Jiabiangou, un camp de travail notable du Gansu, a détenu environ 3 000 prisonniers politiques de 1957 à 1961, dont environ 2 500 sont morts, principalement de famine,.
Une des principales cibles du mouvement fut le pouvoir judiciaire dont les employés furent transférés dans d'autres secteurs tandis que le pouvoir passait aux mains de cadres politiques et de la police.

## Deuxième vague
La deuxième vague a suivi la Conférence de Lushan, qui siégea du 2 juillet au 16 août 1959, et condamna le général Peng Dehuai qui critiquait le Grand Bond en avant.

## Le révisionnisme historique après Mao
Après la mort de Mao Zedong de nombreuses peines ont été annulées en 1979. La plupart des militants accusés de droitisme et persécutés pour cela durant 22 ans ont soudainement perdu ce statut, et furent déclarés comme ne l'ayant jamais été.

## La censure en Chine
Actuellement, la Chine censure encore lourdement toute information sur le mouvement anti-droitiste. En 2007, l'ouvrage Un passé qui ne part pas en fumée de Zhang Yihe, dont le père fut persécuté, fut interdit par le gouvernement car il évoquait ce mouvement.
En 2009, lors du soixantième anniversaire de la fondation de la république populaire de Chine, un certain nombre de médias en Chine ont établi une liste des événements les plus importants de 1957 mais n'ont fait presque aucune référence au Mouvement anti-droitiste. De nombreux sites Internet ont été avertis par les autorités que ce sujet était très sensible.